# Air Operations Control Station Nieuw Milligen

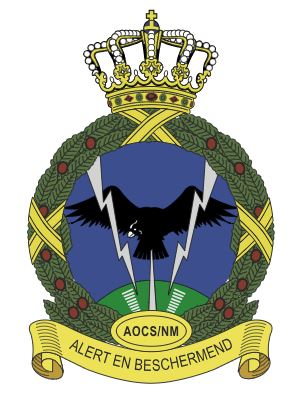

Het Air Operations Control Station Nieuw Milligen (afgekort AOCS NM) is het commandocentrum van de Koninklijke Luchtmacht, vanwaar alle militaire vliegoperaties in het toegewezen gebied worden gevolgd en gecoördineerd. Het AOCS NM is verantwoordelijk voor de aan Nederland toegewezen zone, te weten het Nederlandse luchtruim, afgebakend door de nationale grens en een aangrenzend gebied boven de Noordzee tot ca. 200 km ten noorden van Leeuwarden.
Het AOCS NM bevindt zich bij het gehucht Nieuw-Milligen, tussen Amersfoort en Apeldoorn op de Veluwe en bestaat na verplaatsing van de militaire luchtverkeersleiding naar Schiphol nog uit:
- 710 Squadron, verantwoordelijk voor de kerntaak van AOCS NM: de luchtgevechtsleiding. Het verzorgt ook de opleidingen voor het gevechtsleidings- en verkeersleidingspersoneel via de School of Air Control.
- 970 Squadron, verantwoordelijk voor alle ondersteunende taken. De sterkte van het AOCS NM is ca. 350 personen, zowel militairen als burgers.

Twee andere eenheden die wel op het AOCS NM zijn ondergebracht maar er geen deel van uitmaken zijn:
- De Nationale Datalink Management Cel (NDMC). De planning, het garanderen van operationele inzet en het juiste gebruik van Link-16 zijn doelstellingen die zijn opgedragen aan de NDMC. Deze is belast met de bewaking van afspraken t.a.v. frequentiegebruik om storing met andere systemen te voorkomen. Vanwege de centrale locatie en aanwezige verbindingsfaciliteiten werd de NDMC ondergebracht bij het AOCS te Nieuw-Milligen. Het NDMC-personeel komt uit alle krijgsmachtdelen. In de komende jaren worden verschillende datalinks in de krijgsmacht ingevoerd, dit zou de effectiviteit van de Nederlandse wapen- en commandovoering systemen verbeteren. De NDMC is verplaatsbaar ondergebracht in containers.
- Een afdeling van de Groep Luchtmacht Reserve (GLR), bestaande uit parttimers t.b.v. algemene ondersteuning en ceremonieel.

## Geschiedenis

### De gevechtsleiding

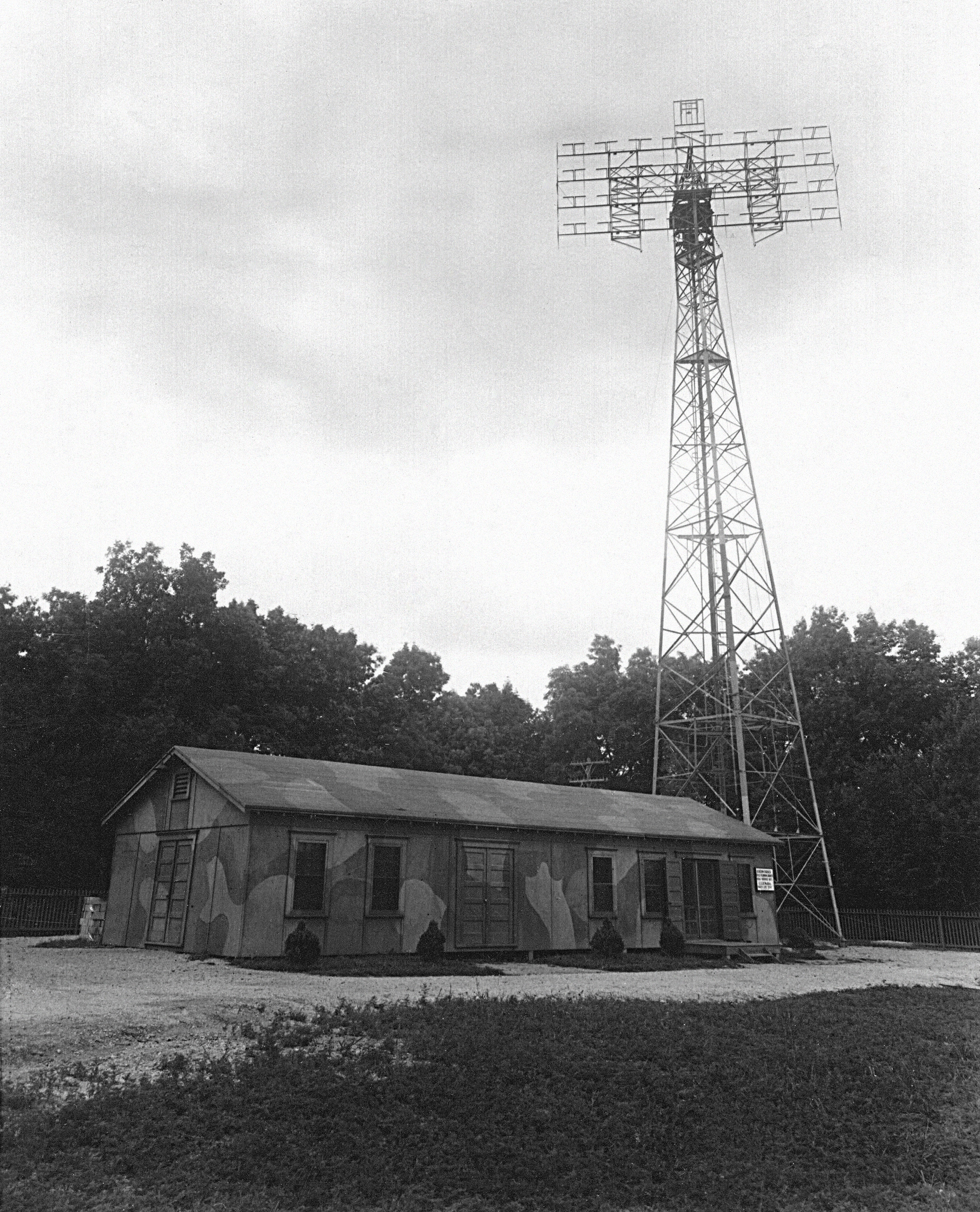
De beginjaren

Vooral omdat de Britten ten behoeve van vroegtijdige waarschuwing ("Early Warning") er belang bij hadden, werd na de Tweede Wereldoorlog in Nederland een nationale luchtverdedigingsorganisatie opgezet. De toegepaste radartechnologie moest garanderen dat er geen vijandelijke vliegtuigen ongezien het Nederlandse luchtruim binnen konden dringen en dat de Britse Royal Air Force vroegtijdig gewaarschuwd kon worden.
De radarstations - destijds navigatiestations genoemd om hun ware taak in de luchtverdediging te verhullen - werden met overtollige Britse apparatuur uitgerust. Vanwege het beperkte radarbereik moesten er vijf navigatiestations worden opgericht die tezamen onder leiding van een Sector Operations Center (SOC) het gehele Nederlandse luchtruim zouden bewaken.
In 1949 werd in Nieuw-Milligen het 4e navigatiestation opgericht op Kamp Nieuw-Milligen, een terrein dat al sinds 1860 door het leger gebruikt werd, vooral als remontedepot: een plek waar nieuwe paarden voor de cavalerie werden getraind. Als Navigatiestation Veluwe (NS-V) bewaakt het vanaf 1950 het toegewezen deel van het Nederlandse luchtruim, in eerste aanleg met in een konvooi vrachtwagens op de hei geïnstalleerde apparatuur. Ook nu draagt een deel van het onderdeel nog steeds de naam Convooi. De naam van het onderdeel veranderde echter in de loop der tijd enige keren, onder andere omdat de gevechtsleiding haar 'thuis' met de luchtverkeersleiding zou gaan delen. Zo werd Navigatiestation Veluwe in 1960 gewijzigd in Command & Reporting Centre / Sector Operations Centre / Military Air Traffic Control Centre (CRC/SOC/MilATCC) toen het onderdeel de Sector Operatietaak en de verkeersleidingstaak erbij kreeg. Na het vervallen van de SOC taak in 1975 werd het gewijzigd in CRC/MILATCC. In de jaren 90 veranderde de naam in het huidige Air Operations Control Station Nieuw Milligen (AOCS NM).

### De verkeersleiding
Na de 2e wereldoorlog was bijna alle Nederlandse infrastructuur vernietigd en werd alle luchtverkeersleiding nog gedaan door de Rijks Luchtvaartdienst (RLD) te Schiphol. De toenmalige Centrale Militaire Verkeersleiding (CMV) voor Nederland bestond uit drie verkeersleiders, een telegrafist en een radartechnicus en maakte  deel uit van de RLD. In 1953 werd de Centrale Militaire Verkeersleiding opgeheven en werd het Centraal Verkeersleidings en Verbindingssquadron (CVV) voor de luchtmacht opgericht, met als locatie de Wisseloordbunker te Hilversum. Als radio callsign werd de naam Stovepipe gebruikt. De luchtverkeersleiding was vrij simpel. Computers bestonden niet en er werd gewerkt met kathodestraalbuizen waarop elk vliegtuig als de welbekende ‘blip’ zichtbaar werd gemaakt. Werd een onbekend vliegtuig gezien dan werd radiocontact opgenomen en werd het toestel op zijn route begeleid. In 1964 verhuisde het CVV naar Nieuw Milligen en werd omgedoopt tot Military Air Traffic Control Centre (MilATCC) met radio callsign Dutchmil. Er werd nog gewerkt met een oude FPS-8 radar en het Flight Info Centre (FIC).
Een grote vooruitgang volgde in 1972 toen het eerste geautomatiseerde programma t.b.v de luchtverkeersleiding in werking werd gesteld: het Plan Handling And Radar Operating System (PHAROS). Dit was een Zweeds systeem dat door de firma Stansaab aan Nederlandse wensen en normeringen werd aangepast. Bij de ‘blip’ werden ineens het registratienummer, de vliegrichting en de vliegsnelheid zichtbaar op de ronde buis. Naast de digitale registratie werd gewerkt met papieren strookjes die de luchtverkeersleiders handmatig bijhielden zodat in geval van verschillende soorten storing het verkeer toch veilig begeleid kon worden. Werkzaamheden met PHAROS vonden in relatief donkere ruimtes plaats.
PHAROS werd meer dan 20 jaar gebruikt en pas in 1994 vervangen door de opvolger PHAROS 2. De werkplek van luchtverkeersleiders was in een aanmerkelijk lichtere omgeving. De PHAROS-systemen waren gericht op de beveiliging van het luchtverkeer tijdens alle vliegbewegingen. Hierbij is een voorgeschreven veiligheidsmarge tussen alle toestellen nodig en worden ze indien nodig op een koers van elkaar af gebracht.
De militaire luchtverkeersleiding is inmiddels verplaatst naar Schiphol-Oost en wordt in de toekomst geïntegreerd in de civiele organisatie Luchtverkeersleiding Nederland (LVNL). E.e.a. betekent dan ook het daadwerkelijke einde van de militaire luchtverkeersleiding.

## Opbouw van het net, locaties en benamingen

### Ontwikkeling van het gevechtsleidingssysteem

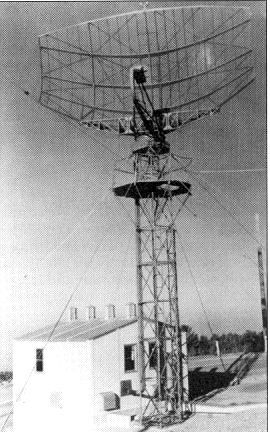
Bendix AN/FPS-8

De gevechtsleiding werd opgezet in een zgn. ster-topologie, met het Sector Operations Center (SOC) in het midden en vijf navigatiestations daar omheen. 
- Het SOC was initieel gevestigd in een hotel in Scheveningen en actief onder callsign Moonlight (1947-1951). In 1951 verhuisde de operations room tijdelijk naar een nabijgelegen pand aan de Gevers Deynootweg in Scheveningen en in 1952 verhuisde het naar een verbouwde voormalige Duitse bunker in Zeist waar het eerst onder callsign Bluebird en daarna als Sunshine tot 1958 operationeel bleef (locatie van voormalige SOC-bunker, ook bekend als "Huis de Breul" 52°4'1"N 5°15'39"E). De op het SOC aanwezige Fighter Marshallers opereerden onder de roepnaam Stovepipe. De SOC-taak werd na 1958 definitief verplaatst naar NS-V.
- (NS-A) Navigatiestation Achterhoek was eerst operationeel in Winterswijk en verhuisde daarna naar Eibergen. Het opereerde onder het callsign Dustbin van 1948 tot 1955 vanaf voormalig Kamp Vosseveld (locatie 51°58'4"N 6°44'51"E).
- (NS-G) Navigatiestation Groningen werd opgezet in Appingedam, met de operationele site die onder de callsigns Merrygoround (1948-1951) en Floorspace (1952-1964) operationeel was in Marsum. Hoewel al sinds begin jaren 60 niet meer bestaand, bestaat het complex nog steeds (locatie voormalig bunkercomplex 53°20'44"N 6°52'46"E).
- (NS-N) Navigatiestation Noord was in Den Helder onder de callsigns Eveningstar (1950-1953) en Highway (1954-1976) operationeel. Het bunkercomplex werd later door de marine overgenomen als operationeel hoofdkwartier. Het bestaat nog steeds (locatie voormalige NS-N bunker 52°55'19"N  4°44'50"E).
- (NS-V) Navigatiestation Veluwe is als Controle en Rapporteringscentrum in Nieuw-Milligen onder callsign Bandbox sinds 1949 als enige nog altijd operationeel. Tussen 1956 en 1975 vervulde het ook de SOC-taak.
- (NS-Z) Navigatiestation Zuid Holland was in De Lier onder de resp. callsigns Windmill (1947-1950) en Meadow (1951-1961) operationeel. Dit is nu een Defensie Telematica Organisatie vestiging (locatie 51°57'16"N 4°14'31"E).

Naast deze zes locaties bestond er een netwerk van posten van het Korps Luchtwachtdienst (1950-1968), die tijdens hun oefeningen rapporteerden aan het luchtwachtcentrum in de sector waaraan zij waren toegewezen. Deze rapporteerden op hun beurt weer aan het hoofdkwartier van het KLD in Zeist.
Ten slotte bestond er een gedeeltelijk uitgevoerd plan voor een netwerk van kustradars, bedoeld voor samenwerking tussen de Koninklijke Marine en de Koninklijke Luchtmacht in het kader van de West-Europese Unie (WEU), die als taak had geëist dat Nederland een strook van 40 kilometer langs de kust veilig zou houden voor geallieerde konvooiroutes. Hiervan werden er uiteindelijk slechts drie gerealiseerd: Kustradarstation Rotterdam in Hoek van Holland ressorterend onder NS-Z (1954-1959), en de kustradarstations Amsterdam in IJmuiden (1958-1959) en Den Helder ressorterend onder NS-N (data onbekend).
Voor de gevechtsleiding werd in 1956 door de NAVO het NATO Integrated Air Defense System (NATINADS) geïnitieerd; een systeem van vast opgestelde luchtverdedigingsradars die met radio en landlijnen met elkaar waren verbonden en gegevens konden uitwisselen. NATINADS werd op 1 juli 1961 als Nato Air Defense Ground Environment (NADGE) een samengesteld systeem waarin de command, control & communications (C3) systemen, radar installaties, raketeenheden en vliegtuigen t.b.v. onderschepping waren opgenomen. Er bestond geen standaard "NADGE systeem": Nederland, België en Duitsland (Samen de International Planning Group (IPG)) initieerden in 1958 omwille van de snelheid een project voor de invoering van een door Hughes gebouwd semi-automatisch systeem dat gekoppeld kon worden met F-104 Starfighters om automatische onderscheppingen uit te voeren. De vier radarstations (1x Belgisch, 2x Duits en 1x Nederlands) die dit systeem gebruikten lagen allemaal in het 2ATAF (Second Allied Tactical Air Force) aandachtsgebied en waren allemaal centrale meldingsstations; NS-V was het Nederlandse. Dit MiniFac (Minimal Facilities) systeem werd in Nieuw Milligen in augustus 1965 ingevoerd. Door deze invoering liepen de drie IPG-partnerlanden ver voor op de andere NAVO landen, maar het betekende wel dat hun apparatuur nog moest worden aangepast op de latere NADGE systemen, zoals German Air Defence Ground Environement (GEADGE) in het zuiden van Duitsland en United Kingdom Air Defence Ground Environment (UKADGE) in het Verenigd Koninkrijk. Dit gebeurde in 1970-1971, waarmee de radarstations GFN (Growth to Full NADGE) werden. 
In de jaren 80 werd NATINADS/NADGE uitgebreid met de Airborne Early Warning / Ground Environment Integration Segment (AEGIS) upgrade die het mogelijk moest maken om de door de NAVO aangeschafte AWACS radarbeelden en alle relevante informatie beschikbaar te maken op de radarstations op de grond (merk op: deze AEGIS is niet hetzelfde als AEGIS van de Amerikaanse marine, waar het een scheepssysteem voor wapensysteem en vuurleidingsradar betreft). AEGIS verwerkte informatie in Hughes H5118ME-computers, die de H3118M-computer verving die al sinds de late jaren 60 en vroege jaren 70 op de NADGE-stations geïnstalleerd stonden. Deze H5118M-computer had een verbazingwekkend geheugen van 1 megabyte en kon 1,2 miljoen instructies per seconde verwerken, vergeleken met de luttele 256 kilobytes en kloksnelheid van 150.000 instructies per seconde van het oude systeem. De op deze wijze verbeterde stations werden als GFN-II aangeduid.
In de jaren 90 werd het steeds moeilijker de snel verouderende techniek van de verschillende NADGE-varianten na ruim 20 jaar operationeel werkend te houden. In een poging dit groeiende probleem het hoofd te bieden, startte de NAVO het AEGIS Site Emulator (ASE) programma, waarmee de NATINADS/AEGIS-stations hun apparatuur (de H5118ME-computer en de verschillende radarconsoles) met zgn. Commercial-Off-The-Shelf (COTS) servers en workstations kon vervangen.
In het eerste decennium van de 21e eeuw werd de initiële ASE-capaciteit uitgebreid met de mogelijkheid (dankzij de snel toegenomen rekenkracht van computers) om op hardware meerdere sites te emuleren, waardoor de naam van het systeem werd hernoemd naar Multi-AEGIS Site Emulator (MASE). MASE zorgde er onder andere voor dat radarstations konden worden samengevoegd op enkele locaties, wat voor een enorme reductie in kosten betekende. Het NAVO-systeem dat MASE in de nabije toekomst moet vervangen is het Air Command and Control System (ACCS), waar al sinds eind jaren 80 op wordt gestudeerd.

## Radaruitrusting

### Gevechtsleiding
In de loop van de tijd werd de meest uiteenlopende apparatuur gebruikt.
- Op toenmalig NS Veluwe werd gestart met mobiel opgestelde Engelse radarapparatuur van de typen AMES (Air Ministry Experimental Station) 13 (hoogtezoeker), 14 (rondzoekradar) en T15 (Ground Control Intercepton radar). Deze uit overtollig geworden Engelse voorraden uit de 2e Wereldoorlog verkregen apparatuur werkte in de 10cm-band en was ontwikkeld voor gebruik op vliegdekschepen maar werd in de naoorlogse opbouwperiode op vrijwel alle bases geplaatst. Voordeel van vaste opstellingsplaatsen was dat het signaal van één vliegtuig door verschillende installaties gelijktijdig ontvangen kon worden. Meerdere installaties van verschillende bases produceerden dan een kruispeiling die op een centraal punt op een grote kaart van Nederland geprojecteerd konden worden. Zo werd de locatie van het vliegtuig boven Nederland bekend. De hoogte van de radarantenneopstelling bepaalde de ontvangstmogelijkheden op grotere afstand. In 1953 werd hier ter tijdelijke ondersteuning een Amerikaanse Raytheon AN/TPS1D mobiele 25cm-band radar aan toegevoegd.
- In 1955 werd deze apparatuur vervangen door 2 Amerikaanse Bendix AN/TPS10D hoogtezoekers en een AN/FPS8 rondzoekradar, resp. werkend in de 3- en 25cm-band (1955-1961).
- Men schakelde daarna over op vast opgestelde apparatuur van Philips/Hollandse Signaal in de vorm van 5 S(ignaal)G(rond)R(adar) 109 hoogtezoekers[6] (1957-1973) en een SGR110 rondzoekradar (1956-1959).
- De Franse firma Thomson-CSF leverde in 1960 de eerste lange afstands Early Warning radar op in de vorm van een 2 dimensionale ER438[7] werkend in de 25cm-band. Deze werd tussentijds ook technisch opgewaardeerd en heeft jarenlang - tot 1972 - in combinatie met de SGR 109’s dienst gedaan (1961-1973).
- In 1971 werd ten slotte de door dezelfde firma geleverde driedimensionale ARES Medium Power Radar opgeleverd en na acceptatietesten in januari 1972 in gebruik genomen. Deze radar maakte de aparte hoogtezoekers overbodig en werd een van de 14 oorspronkelijke 3D-radars in het NADGE-netwerk. Het vermogen en de bestendigheid tegen elektronische oorlogvoering was bij dit type radar een grote stap vooruit. De antenne weegt 12 ton, is 9,5 meter hoog, 16 meter breed en heeft een oppervlakte van 94 m². Aandrijving gaat met elektromotoren die de antenne op 6 toeren per minuut laten draaien. ARES werkt in de S-(10 cm)-band en genereert impulsen voor hoogte, snelheid en richting. Het bereik is ongeveer 450 kilometer. Hij wordt beschermd door een koepel van synthetisch materiaal, speciaal afgestemd op de gebruikte frequenties. De koepel bestaat uit 180 panelen, is 33 m hoog, heeft een maximale diameter van 20 m en is bestand tegen windstoten tot 250 km/h.
- In 1976 volgde aanvulling met een tweede ARES MPR in Friesland (RPN - Radar Post Noord). Ook deze radar werd beschermd door een koepel.
- Tweede helft van de jaren 90 ontvingen beide radars een MPR-Upgrade, een elektronicavernieuwing die behalve voor de betrouwbaarheid, ook voor de nauwkeurigheid een grote stap voorwaarts betekende.
- De MPR van Radar Post Noord werd in januari 2020 uitgezet[8] om te worden vervangen door een SMART-L-radar geleverd door Thales Nederland. De koepel werd niet lang daarna afgebroken.[9]
- De ARES-radar in Nieuw Milligen draaide in 2021 nog altijd, omdat een vervangende locatie in het Gelderse Herwijnen werd geblokkeerd door de Tweede Kamer.[10] De radar is uiteindelijk op 31 maart 2024 na 52 jaar dienst te hebben gedaan definitief uitgezet.[11]
- Het CRC maakt voor de opbouw van het radarbeeld sinds de jaren 90 ook gebruik van radardata uit België en sinds de 21e eeuw ook uit Duitsland.

### Verkeersleiding
Bij het leiden van het militair en burger luchtverkeer wordt gebruik gemaakt van het Military Approach Surveillance System (MASS).
MASS bestaat uit zes op vliegvelden geplaatste radarsystemen in gebruik voor algemene luchtverkeersleiding en naderings verkeersleiding met Centralised Approach (CAPP). Deze functies worden uitgevoerd vanuit de zaal van Luchtverkeersleiding Nederland (LVNL) op Schiphol-Oost. Nederland gebruikt samen met de militaire en burger luchtverkeersleiding van België, Luxemburg en Duitsland het Radar Network (RADNET). Hierin worden de radargegevens samengebracht en gedeeld. Dit zorgt voor aanvullende radardekking en compenseert ook tijdelijk uitvallen van een radar bij storingen of bij technisch onderhoud. De MASS-radars dragen daarmee bij aan een compleet samengesteld en gedeeld radarbeeld boven West-Europa.
Van 2019-2022 wordt een mechanische en elektronische upgrade van de MASS-radars gefaseerd uitgevoerd. Dit nieuwe systeem wordt daarna operationeel tot 2040 gegarandeerd.
ICAO-locatiecode EHMC, callsign "Dutch Mil".

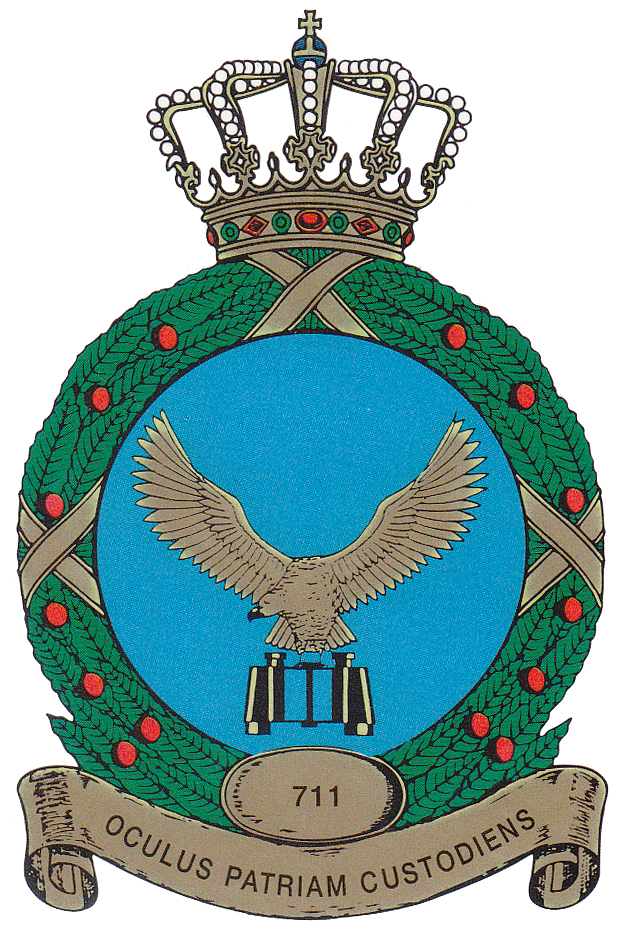
Historisch squadron schild van 710 squadron Koninklijke Luchtmacht.

Luchtverkeersleiding was de vredestaak van het 711 Squadron. Met het Shared ATC Servicessysteem regelde men het militaire en burgerluchtverkeer in de militaire delen van het Nederlandse luchtruim boven land en boven een deel van de Noordzee. Eigenlijk deed MilATCC hetzelfde als EUROCONTROL en LVNL, maar op een beperkte schaal en minder routineus. De geleverde verkeersleiding bestond uit de componenten algemene verkeersleiding; naderingsverkeersleiding in de militaire Terminal Control Area's (TMA's)en vluchtinformatie.
De naderingsverkeersleiding voor de militaire vliegbases en MVK de Kooy werd begin 2000 onder de verzamelnaam Centralized Approach (CAPP) te Nieuw-Milligen gecentraliseerd in de Radar Approach Control (RAPCON) clusters Noord (Leeuwarden) met callsign "Rapcon North", Zuid (Volkel en Eindhoven) onder "Rapcon South", West (Deelen, Gilze-Rijen en Woensdrecht) onder "Rapcon West" en De Kooy onder "De Kooy approach". Voor deze vliegvelden bewaakten zij met radar de vertrek- en naderingsprocedures en volgden zij de vliegbewegingen rondom. Onder de Rapcons werkte een aantal Arrival controllers, waarbij iedere controller verantwoordelijk was voor het opzetten van verkeer voor één specifiek veld. Zo regelde Eindhoven Arrival het verkeer voor vliegveld Eindhoven.
Algemene verkeersleiding werd gedaan door het Area of Center gedeelte. Zij begeleidden onder callsign Dutch Mil militair en burgervliegverkeer dat de gebieden kruiste waarvoor de militaire verkeersleiding verantwoordelijk was. Ook was in Area een Flight Information Service opgenomen. Als Dutch Mil Info begeleidden zij kleine luchtvaart en militair verkeer dat onder zichtomstandigheden (VFR = Visual Flight Rules) door militair luchtruim vloog.
Militaire naderings- en civiele verkeersleidingstaken in het Nederlandse luchtruim waren sinds december 2012 gecombineerd in de Shared ATC Service (SAS). AOCS Nieuw Milligen en Maastricht Upper Area Control (MUAC) werden hiermee online en realtime verbonden. SAS was voorzien van geautomatiseerde radar- en vliegplandata vanuit MUAC. Flight-strips werden vervangen door een digitale versie op het scherm en vliegrichtingen werden met een muisklik gecoördineerd. SAS maakte het mogelijk binnen Europa geïntegreerde verkeersleidingsinformatie uit te wisselen op verschillende locaties. De hiermee gepaard gaande verbeterde situational awareness werd een aanvulling op de vliegveiligheid. SAS voldoet aan de Europese regelgeving en wordt doorontwikkeld tot 2025.

### Gevechtsleiding
ICAO-locatiecode EHML callsign "Bandbox".

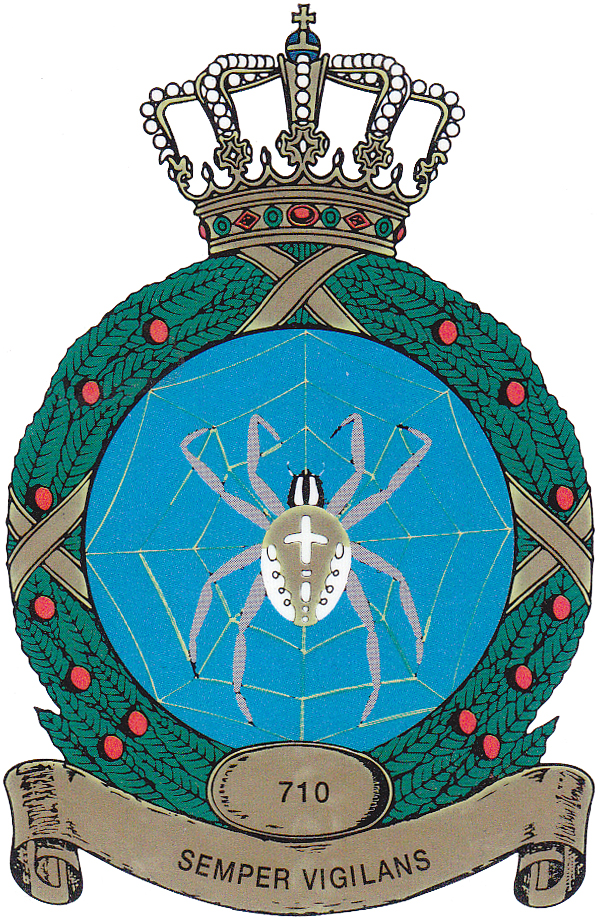
Squadron schild van 710 squadron Koninklijke Luchtmacht

Gevechtsleiding is de crisis- en oorlogstaak van het 710 Squadron. Dit is ook onderdeel van het geïntegreerde luchtverdedigingsstelsel van de NAVO. Het Control Reporting Centre (CRC) bewaakt en coördineert de verdediging van het luchtruim van Nederland en de NAVO door het uitvoeren van een aantal basistaken waarvoor men het Multi-AEGIS Site Emulator (MASE) system en later het Air Command Control System (ACCS) ter beschikking heeft. Dit zijn:
- Fighter Control, het coördineren van vliegbewegingen in de Air Defense-role.
- Air Battle Management, de uitvoering van een aantal commandomaatregelen ter coördinatie van de NAVO-gevechtsleiding.
- Air Surveillance, de 24/7-bewaking van het luchtbeeld door middel van radar.
- SAM Control, de coördinatie van inzet van de grondgebonden luchtverdediging binnen het NAVO-gebied.
- Alerting, het alarmeren van andere krijgsmacht(sub)onderdelen.
- Air Policing, het uitvoeren van onderscheppingen in de lucht.

Nadat een eerdere poging tot samenwerking tussen het Nederlandse en het Belgische CRC aan het eind van de jaren 90 op juridische gronden na enkele jaren was gestaakt, kwamen de Benelux-landen in 2015 overeen om gezamenlijk hun luchtruimen te gaan verdedigen. Eind 2016 werd daartoe een overeenkomst getekend die regelde hoe de landen vanaf 1 januari 2017 hun luchtverdediging gezamenlijk zouden gaan uitvoeren.
Voor Air Policing staan - roulerend op een van de Nederlandse Main Operating Bases of Belgische Main Operating Bases - enkele F-35's, respectievelijk enkele Belgische F-16's op Quick Reaction Alert. Dit betekent dat zij binnen zeer korte tijd in de lucht kunnen zijn. Na opdracht van het CAOC in Uedem, geeft het CRC de order tot de zogenaamde Alpha-Scramble (alarmstart voor daadwerkelijke onderschepping) en voeren zij direct de onderschepping van het 'onbekende' vliegtuig uit.
Dit gebeurt meerdere keren per jaar. Meestal is er sprake van procedurefouten van commerciële vliegers. De op 11 september 2001 uitgevoerde terroristische acties tonen echter de onmisbaarheid van deze maatregel aan. Tijdens de Koude Oorlog kwam het geregeld voor dat het om Russische toestellen ging die periodiek de luchtverdediging in deze sector aan het uittesten waren. Vanwege de verslechtering in de oost-westverhoudingen van de laatste tien jaar is weer sprake van een toename van Russische vluchten, waarbij deze zich niet houden aan de algemeen geaccepteerde (maar boven internationale wateren niet verplichte) navigatieprocedures. 
Met behulp van de twee Nederlandse radars - bij Nieuw-Milligen en Wier in Friesland - en aanvulling van Belgische en Duitse radars wordt het Benelux-luchtruim gecontroleerd. Hierbij wordt gekeken of vliegtuigen beschikken over een vliegplan, de correcte transpondercodes en of ze de juiste vliegroute volgen. Afwijkingen leiden altijd tot radiocontact met het betrokken vliegtuig; het hierbij gehanteerde callsign is Bandbox. Heeft dit geen effect, dan wordt het vliegtuig door F-16 of F-35-jachtvliegtuigen onderschept. Alle onderscheppingen worden vanuit het CRC geleid; tevens wisselt men gegevens uit met andere NAVO-CRC's en met de vliegende radarstations, de AWACS-vliegtuigen. Op het gebied van luchtverdediging en de inzet van militaire vliegtuigen werkt de gevechtsleiding samen met schepen van de Koninklijke Marine en met de geïntegreerde luchtverdedigingseenheden, zoals de Patriot-raketsystemen.

## Huidige commandostructuur
| Commandant Air Operations Control Station Nieuw Milligen Commodore Johan van Deventer (2 juni 2021-heden) | 710 Sq (Air Command & Control) 711 Sq (begeleiding militair en civiel luchtverkeer vanuit Schiphol) 970 Sq (logistiek, techniek en basisdiensten) Opleidingscentrum School of Air Control (verhuist naar Schiphol) Nationale Datalink Management Cel 519 Sq (Vlucht 2 en 3 Groep Luchtmacht Reserve) |

## Toekomst
De presentatie van de rijksbegroting op Prinsjesdag 2013 bepaalde de sluiting van het AOCS NM per januari 2018 in het kader van weer een nieuwe bezuinigingsronde. Dit werd later opgeschoven naar 2020 en op 29 maart 2020 werd dit ten slotte nietig verklaard.

### Vervanging van MPR’s
Met Kamerbrief 29-10-2014 heeft minister van Defensie Hennis besloten dat de oude MPR-luchtverdedigingsradars door Thales Nederland worden vervangen. Ook al het onderhoud van deze systemen wordt aan Thales Nederland uitbesteed. De vervangers zijn 2 SMART-L Signal Multibeam Acquisition Radars for Targeting – Longrange (multiple doelvolgradars voor de lange afstand) Dit is een sterkere variant van de reeds op LC-fregatten geplaatste Smart – L E(arly) W(arning) C(apability) radar. De radar bij Wier (radarpost noord) is reeds geplaatst. Die bij Herwijnen (vervanging Herwijnen ATC radar) is geblokkeerd door de Tweede Kamer. In beide gevallen is rekening gehouden met een eventuele verplaatsingsmogelijkheid van enkele weken. Nadere info over dit nieuwe radarsysteem vindt u onder SMART-L.

### Verplaatsing verkeersleiding naar LVNL
De verplaatsing van de verkeersleiding (MilATCC) naar Schiphol is per januari 2018 gerealiseerd. De nieuwe structuur is nu gebaseerd op:
- Luchtverkeersleiding Nederland (LVNL) voor civiel luchtverkeer in het lagere luchtruim en luchtverkeer van en naar Schiphol, Rotterdam, Groningen en Maastricht en nu ook voor alle militaire luchtverkeer op iedere hoogte
- Maastricht Upper Area Control Center (MUAC) voor civiel luchtverkeer boven 24.500 voet. Dit is een afdeling van Eurocontrol, het overkoepelend orgaan voor realisatie van een geïntegreerd  Europees luchtruim (zgn Single European Skies).

Dit betekent splitsing van de werklast. Alle luchtverkeersleiding boven Flight Level 245 in het hoge luchtruim (militair transitverkeer boven Nederland, testvluchten etc.) gaat naar MUAC. Momenteel wordt ook onderzocht of het MUAC-personeel (civiel) eventueel ook militaire vluchten boven Nederland kan afhandelen. In Duitsland is het civiele en militaire ‘upper area control’ wel volledig geïntegreerd, maar in Nederland wil men blijven beschikken over een uitzendbare militaire luchtverkeersleidingscapaciteit.
Gelijktijdig met de verhuizing is het militaire luchtruim boven Nederland gereorganiseerd. De zgn Temporary Reserved Airspace (TRA12) boven Noord-Brabant is opgelost ten gunste van alle commerciële vluchten vanuit het zuiden die niet meer om hoeven te vliegen. Het nieuwe en grotere Cross Border Area (CBA) oefengebied ligt deels boven noordoost Nederland en noordwest Duitsland ten gunste van betere trainingsmogelijkheden en nauwere samenwerking met andere NAVO-partners. Het betekent wel dat vanuit Volkel opererende toestellen een groter stuk over land zullen vliegen om te trainen.
Gevolgen
Op Schiphol Oost zitten zowel de (nog) militaire als de civiele verkeersleiders in één grote ruimte en is afhandeling van vliegverkeer een stuk flexibeler. Al het civiele en militaire luchtverkeer tot 24.500 voet (ca. 8 km) boven Nederland wordt nu vanuit Schiphol Oost geleid. Het is echter géén integratie van militaire en civiele luchtverkeersleiding; ieder behoudt zijn eigen taak. Hiermee loopt men vooruit op het project Single European Skies. Schiphol-Oost maakt over enkele jaren deel uit  van een Europees luchtverkeersleidingcentrum binnen het Functional Airspace Block Europe (FABEC).